# Embaixada do Brasil em Vinduque
A Embaixada do Brasil em Vinduque é a missão diplomática brasileira da Namíbia. A missão diplomática se encontra no endereço, 52, Bismarck Street, Vinduque, Namíbia.